# 渡辺広之
渡辺 広之（わたなべ ひろゆき）は、日本の漫画家。代表作は『月刊少年ガンガン』（当時エニックス、現スクウェア・エニックス）で連載されていた「魔法大冒険ダダとコゾ」。

## 作品リスト
- MAGICAL KID タオ（月刊少年ガンガン、全3巻）
- 魔法大冒険ダダとコゾ（月刊少年ガンガン、全3巻）

| スタブアイコン | サブスタブ | この項目は、まだ閲覧者の調べものの参照としては役立たない、漫画家・漫画原作者に関連した書きかけの項目です。この項目を加筆・訂正などしてくださる協力者を求めています（P:漫画/PJ:漫画家）。 |